# Ямадинська сільська рада
Ямади́нська сільська рада (рос. Ямадинский сельский совет) — муніципальне утворення у складі Янаульського району Башкортостану, Росія. Адміністративний центр — село Ямади.

## Населення
Населення — 1500 осіб (2019, 1718 в 2010, 1971 в 2002).

## Склад
До складу поселення входять такі населені пункти:
| Населений пункт | Населення, осіб (2002) | Населення, осіб (2010) |
| --------------- | ---------------------- | ---------------------- |
| Андрієвка, село | 380                    | 357                    |
| Саліхово, село  | 381                    | 345                    |
| Урал, присілок  | 83                     | 73                     |
| Четирман, село  | 215                    | 188                    |
| Югамаш, село    | 393                    | 273                    |
| Ямади, село     | 519                    | 482                    |